# إم تي في ماندرين
كانت ام تي في ماندرين قناة موسيقية تعمل على مدار 24 ساعة تبث برامج موسيقية صينية وعالمية مملوكة لشركة شبكات فاياكوم سي بي إس أوروبا، الشرق الأوسط، أفريقيا، آسيا. لقد كانت واحدة من أولى قنوات إم تي في آسيا إلى جانب ام تي في اسيا وإم تي في الهند. لدى إم تي في ماندرين خلاصتا بث مختلفتان تبثان نحو الصين وتايوان. كانت القناة تبث في تايوان وهونغ كونغ وسنغافورة وإندونيسيا. في 1 فبراير 2021 توقفت إم تي في الصين بعد 18 عامًا مع قناة كوميدي سنترال.

## قنوات التشغيل
- إم تي في الصين - قاعدة في بكين
- إم تي في تايوان - ومقرها تايبيه

## روابط خارجية
- MTV Taiwan باللغة الصينية